# 菲利普·赫羅伯
菲利普·赫羅伯（英語：Philip Hollobone，1964年11月7日—）是一位英格蘭政治人物，他的黨籍是保守黨。自2010年開始，他擔任凱特林選區選出的英國下議院議員。他畢業於牛津大學瑪格麗特夫人學堂。